# Gretna, Florida
Gretna är en ort i Gadsden County i delstaten Florida, USA.